# Suboestophora altamirai
Suboestophora altamirai е вид коремоного от семейство Trissexodontidae.

## Разпространение
Видът е разпространен в Испания.